# Bulletin board system
Un BBS (o Bulletin Board System) è un sistema telematico che consente a computer remoti di accedere a un elaboratore centrale per condividere o prelevare risorse. Il sistema è stato sviluppato negli anni 1970 e ha costituito il fulcro delle prime comunicazioni telematiche amatoriali, dando vita alla telematica di base. Tra le novità consentite dai sistemi BBS, le principali furono la messaggistica e il file sharing centralizzato.
Il termine nell'uso corrente, soprattutto in giapponese, indica anche i forum, i guestbook e i newsgroup su Internet.

## Storia
Il primo BBS fu Community Memory del 1973 con modem a 110 baud. Community Memory fu creata da Efrem Lipkin, Mark Szpakowski e Lee Felsenstein, inventore dell'Osborne 1. Ne seguirono altri: AGHusa, che ebbe nodi in tutto il Nord America ma sempre a livello pionieristico e in seguito Computer Bulletin Board System (CBBS) con il sistema BBcode. Creato da due studenti dell'Università di Chicago, Ward Christensen e Randy Suess, fu messo online il 16 febbraio 1978 a Chicago. Il servizio consentiva al computer di trasmettere e archiviare i messaggi degli utenti: fu una forma pionieristica di servizio distribuito. CBBS fu distribuito da Christensen e Suess in forma open source, che all'epoca era il modello di distribuzione convenzionale.
I primi modem degli anni 1980 avevano una velocità di 110 oppure 300 baud e permettevano comunicazioni estremamente lente, ma verso il 1985 l'introduzione del modem a 1200 bps consentì una trasmissione dati accettabile, dando così il via alla crescente popolarità dei BBS. La maggior parte delle informazioni era presentata in formato ASCII (talvolta reso più gradevole con i codici escape ANSI); dopo l'avvento del formato GIF cominciò a essere inserita anche della grafica che, a sua volta, incidendo pesantemente sulla banda necessaria, aumentò la richiesta di modem più veloci. Tuttavia i modem analogici rimasero sempre alla portata di una ristretta fascia di utenti, a causa del costo elevato.
I limiti dell'interesse di un BBS frequentato solo da poche persone di una ristretta area geografica vennero superati con la nascita di reti di BBS. I BBS aderenti alla stessa rete scambiavano fra loro (la notte, quando le tariffe telefoniche erano basse) tutti i messaggi scritti dagli utenti. In questo modo l'utente aveva l'impressione di usare un solo grande BBS diffuso in tutto il pianeta, e con moltissimi più utenti di qualunque singolo BBS. La prima rete del genere fu FidoNet, che arrivò ad avere decine di migliaia di nodi. Venne imitata da altre reti più piccole ma specializzate su temi specifici.
Con la crescita di Internet della metà/fine degli anni 1990, la popolarità dei BBS calò rapidamente. Attualmente, molti di essi sono connessi a Internet e possono essere letti tramite un comune browser web.
Come tutte le forme di mezzi di comunicazione di massa, alcuni BBS sono stati usati anche per distribuire pornografia e software copiato illegalmente. Alcuni BBS comprendevano diversi livelli di accesso, per permettere l'accesso ai contenuti pornografici o illegali solo ad alcuni utenti (anche dietro pagamento).
I BBS, pur se tuttora esistenti, fanno quindi ormai parte del passato, soppiantati da Internet, all'interno della quale sono comunque oggi disponibili mezzi di comunicazione libera, come per esempio Freenet e I2P.

## Caratteristiche
Un tipico BBS è composto da:
- Un computer
- Uno o più modem
- Una o più linee telefoniche (tante quanti sono i modem)
- Un amministratore di sistema (anche detto sysop o sysadmin)
- Un software BBS, come per esempio:
  - Excalibur
  - QBBS (QuickBBS)
  - RemoteAccess (RA)
  - Opus (molto vecchio)
  - BBBS
  - TBBS
  - XBBS
  - Maximus
  - WWIV
  - TriBBS
  - RBBS
  - Renegade
  - MBBS
  - PCBoard
  - Telegard
  - Synchronet
  - EleBBS
  - PowerBBS
  - AdeptXBBS
  - ProBoard
  - WildCat!
  - Cittadella/UX
  - VBBS/Virtual Advanced
  - PCMan(Taiwan)
  - O uno dei seguenti per sistemi Amiga:
    - DLG
    - AmieXpress
    - Falcon BBS
    - TransAmiga
    - Excelsior BBS
    - CNet
    - Paragon BBS

Alcuni BBS permettono l'accesso attraverso telnet per rendere disponibili i contenuti anche attraverso Internet, tramite l'uso di un server telnet e un driver virtuale FOSSIL:
- COM/IP (Windows)
- GameSrv/NetFOSS (Windows)
- NetModem (Windows)
- SIO/VMODEM (OS/2)

Solitamente, un software BBS è composto da:
- Login
- Benvenuto (Welcome blurb)
- Una o più aree di scambio messaggi
- Un'area di download
- Un'area di upload

Altri componenti opzionali sono:
- Un'area per il GdR online (solitamente monoutente)
- Una porta BBS verso altri giochi online
- Una pagina per la visualizzazione delle statistiche di accesso
- Chat (più comune nei BBS recenti)
- Email Internet (idem)

Un BBS è spesso dotato di un software di posta per interfacciarsi con una rete, come per esempio FidoNet. Sistemi di posta elettronica comunemente usati includono:
- BinkleyTerm (portato su molti sistemi operativi)
- Seadog (molto vecchio)
- D'Bridge
- FrontDoor
- Intermail
- McMail
- Xenia
- Portal of Power

## Utilizzo
Il BBS è anche stato utilizzato negli Anni 1990, in alternativa ai modem, il protocollo a commutazione di pacchetto X.25 e relativo dispositivo di connessione in grado di multiplexare più connessioni logiche su di un'unica connessione fisica.
I movimenti che diedero vita ai concetti di shareware e software libero sono nati nei BBS, attraverso lo scambio di software non protetto da limitazioni di copia, come per esempio PKZIP e le demo di Wolfenstein 3D e Doom (giochi divenuti celebri proprio grazie alla loro diffusione libera). Per gestire o utilizzare un BBS erano necessarie conoscenze tecniche più elevate della media e attrezzature particolari, il che rendeva solitamente i BBS regno di appassionati ed esperti: i BBS furono quindi la via di comunicazione preferenziale di tre generazioni di hacker.